# Überpunkt
| Diakritische Zeichen       | Diakritische Zeichen |
| Bezeichnung                | Zeichen              |
| -------------------------- | -------------------- |
| Akut, einfach              | ◌́                    |
| Akut, doppelt              | ◌̋                    |
| Breve, darüber             | ◌̆                    |
| Breve, darunter            | ◌̮                    |
| Cedille, darunter          | ◌̧                    |
| Cedille, darüber           | ◌̒                    |
| Gravis, einfach            | ◌̀                    |
| Gravis, doppelt            | ◌̏                    |
| Haken                      | ◌̉                    |
| Hatschek                   | ◌̌                    |
| Horn                       | ◌̛                    |
| Komma, darunter            | ◌̦                    |
| Koronis                    | ◌̓                    |
| Makron, darüber            | ◌̄                    |
| Makron, darunter           | ◌̱                    |
| Mittelpunkt                | ·                    |
| Ogonek                     | ◌̨                    |
| Punkt, darüber             | ◌̇                    |
| Punkt, darunter            | ◌̣                    |
| Querstrich                 | ◌̶                    |
| Ring, darüber              | ◌̊                    |
| Ring, darunter             | ◌̥                    |
| diakritischer Schrägstrich | ◌̷                    |
| Spiritus asper             | ◌̔                    |
| Spiritus lenis             | ◌̓                    |
| Tilde, darüber             | ◌̃                    |
| Tilde, darunter            | ◌̰                    |
| Trema, darüber             | ◌̈                    |
| Trema, darunter            | ◌̤                    |
| Zirkumflex                 | ◌̂                    |

Der Überpunkt ist ein diakritisches Zeichen, das in vielen Sprachen gebraucht und auch für andere Zwecke gesetzt wird.

## Verwendung

### Als diakritisches Zeichen
Der Überpunkt als diakritisches Zeichen (Lautungsvariante) kommt in europäischen Sprachen (außer beim i und j, bei denen es meistens nicht als solches angesehen wird) relativ selten vor. Beispiele sind ċ/Ċ und ġ/Ġ im Maltesischen und Irischen (alte Rechtschreibung), ė/Ė im Litauischen, i/İ im Türkischen und ż/Ż im Polnischen und Maltesischen.

### Als sonstiges Lautungzeichen
Außerdem verwendet man den Überpunkt zur Notation des fünften der Töne des Hochchinesischen, dem neutralen Ton (chinesisch 輕聲 / 轻声, Pinyin qīng shēng – „leichter Ton“).

### Als wissenschaftliches Symbol
In der Notation der Physik und Technik wird der Überpunkt in der Regel zur Darstellung der Ableitung einer Größe speziell und ausschließlich nach der Zeit verwendet, die Newton’sche Notation der Ableitung:
So kann zum Beispiel die Geschwindigkeit {\displaystyle v} als die Ableitung des Weges {\displaystyle x} nach der Zeit {\displaystyle t} kurz als {\displaystyle {\dot {x}}} dargestellt werden:
{\displaystyle v={\frac {\mathrm {d} x}{\mathrm {d} t}}={\dot {x}}}
In manchen Fällen (insbesondere bei der Verwendung von Polarkoordinaten) wird jedoch auch eine Ableitung nach einem Winkel mit dieser Schreibweise ausgedrückt:
{\displaystyle {\frac {\mathrm {d} \rho }{\mathrm {d} \varphi }}={\dot {\rho }}}
Die zweite Ableitung nach der Zeit wird dann mit Doppelpunkt (Trema) {\displaystyle {\ddot {x}}} notiert. Diese Verwendung geht auf das Differentialkalkül nach Isaac Newton zurück, während in der Mathematik durchgängig die Leibniz’sche Notation {\displaystyle x'} mit dem Apostroph (heute als typographisch eigenständigem Zeichen, der Prime) verwendet wird.
In der Mathematik dient ein Punkt über einer oder mehreren Ziffern einer Zahl zur Anzeige sich periodisch wiederholender Dezimalstellen. Beispiele:
Ein Drittel = {\displaystyle {\tfrac {1}{3}}=0{,}33\ldots =0{,}{\dot {3}}} mit Punkt über dem Dreier.
{\displaystyle {\tfrac {1}{99}}=0{,}0101\ldots =0{,}{\dot {0}}{\dot {1}}} mit je einem Punkt über den beiden Nachkomma-Ziffern.
{\displaystyle {\tfrac {1}{999}}=0{,}001001\ldots =0{,}{\dot {0}}0{\dot {1}}=0{,}{\dot {0}}{\dot {0}}{\dot {1}}=0{,}{\overline {001}}} mit je einem Punkt über der 1. UND 3. oder 1. BIS 3. Nachkommastelle. (Es gibt hier zwei Konventionen, keine ist missverständlich. Eine alternative Darstellung verwendet Über- oder auch Unterstrich(e).)

## Darstellung auf dem Computer

### Eingabe
Mit der Tastaturbelegung E1 wird der Überpunkt mit Alt Gr + ´ eingegeben. Es handelt sich um eine Tottaste.

### Zeichensätze
Im Zeichensatz ASCII kommt der Punktakzent nicht vor. In den Zeichensätzen der ISO-8859-Familie kommen ausgewählte Zeichen mit dem Punktakzent vor.
Unicode enthält – über die oben gegebenen Beispiele hinaus – weitere zusammengesetzte lateinische Buchstaben mit Überpunkt und kann beliebige Zeichen mit Überpunkt durch Nachstellen eines kombinierenden Überpunktes U+0307 COMBINING DOT ABOVE (Unicodeblock Kombinierende diakritische Zeichen 0300–036F) darstellen.

### Freistehender Überpunkt
Die alleinstehende Glyphe des Diakritikums befindet sich auf Codepoint U+02D9 DOT ABOVE im Unicodeblock Spacing Modifier Letters (02B0–02FF).
Anmerkung
1. ↑  Der Ausdruck spacing meint im Jargon des Unicode, dass die Glyphe einen eigenen Platz einnimmt (ein eigenständiges Schriftzeichen ist), combining, dass sie – korrekte Darstellung der UC-Spezifikationen durch die Software vorausgesetzt – mit dem vorhergehenden oder nachstehenden Zeichen, je nach Typus, zu einer Glyphe verschmilzt.

### TeX und LaTeX
TeX und LaTeX können beliebige Zeichen mit Überpunkt darstellen. Es gibt dazu zwei verschiedene Befehle:
- Im Textmodus für den Textsatz erzeugt \.c ein ċ.
- Im mathematischen Modus für den Formelsatz erzeugt \dot a die Formel {\displaystyle {\dot {a}}} und \ddot a die Formel {\displaystyle {\ddot {a}}}.